# Puerto Berrío
Puerto Berrío là một khu tự quản thuộc tỉnh Antioquia, Colombia. Thủ phủ của khu tự quản Puerto Berrío đóng tại Puerto Berrío Khu tự quản Puerto Berrío có diện tích 1184 ki lô mét vuông. Đến thời điểm ngày 28 tháng 5 năm 2005, khu tự quản Puerto Berrío có dân số 28370 người.